# Madonnan med barnet (Cranach)
Madonnan med barnet (tyska: Madonna mit Kind) är en serie oljemålningar av den tyske renässanskonstnären Lucas Cranach den äldre. 

## Madonnan med barnet under granarna
En av de mer omtalade versionerna i serien är Madonnan med barnet under granarna som förvaras på Ärkestiftsmuseet i Wrocław. Den skildrar Jungfru Maria och Jesusbarnet framför ett vidsträckt berg- och skogslandskap. Trots titeln påminner de tre träden bakom Jungfrun inte särskilt mycket om granar. Hon står bakom en stenhäll på vilken Jesusbarnet sitter på en kudde. På samma sätt som i den ungefär samtidigt målade Madonnan med barnet och en klase vindruvor (Museo Thyssen-Bornemisza) håller barnet i sina händer en druvklase vilken symboliserar nattvarden. Cranachs skicklighet visar sig bland annat i hur han målar den nästan genomskinliga slöjan som barnet sitter på och som täcker Jungfruns hår. Hon är klädd i en röd klänning under en blå kappa. Till vänster om kudden finns en signetring med initialerna "LC" och Cranachs draksignatur. 
Madonnan med barnet under granarna var utställd i Johanneskatedralen (Breslauer Dom) i Wrocław fram till andra världskriget. Den överlevde kriget genom att gömmas undan och kunde i skadat skick föras tillbaka till Wrocław 1945. Prästen Siegfried Zimmer och konstnären Georg Kupke beslöt sig då för att göra en kopia vilken de hängde upp i kyrkan samtidigt som originalet fördes ut ur landet för att räddas undan kommunisterna. Troligtvis tog Zimmer med sig målningen när han 1947 utvisades från Polen. I samband med en konservering 1961 upptäcktes att målningen i kyrkan var en kopia. Ungefär samtidigt sålde Zimmer originalet till antikhandlaren Franz Waldner i München. Inte förrän 2012 kunde målningen genom en anonym donation slutligen återföras till Wrocław .

## Andra versioner
Madonnan med barnet är ett av konsthistoriens mest återkommande motiv, och var särskilt vanligt under renässansen. Cranach målade ett mycket stort antal tavlor med detta motiv. Han var dessutom personlig vän med Martin Luther och anhängare av reformationen. Ibland avbildade Cranach även andra bibliska personer och helgon i sina Madonnabilder, till exempel Marias mor Sankta Anna (Anna själv tredje på Alte Pinakothek) och Johannes Döparen (Maria med barnet och den unge Johannes Döparen på Statens Museum for Kunst och Nivaagaards Malerisamling) samt helgonen Katarina och Barbara (Madonnan med barnet mellan helgonen Katarina och Barbara på Statens Museum for Kunst). Utöver nämnda tre danska tavlor finns ytterligare en Madonnabild av Cranach i Norden, Madonnan med barnet på Nasjonalmuseet.
| Bild | Titel och attribuering                                                           | År              | Teknik                          | Format (cm) | Samling                                        |
| ---- | -------------------------------------------------------------------------------- | --------------- | ------------------------------- | ----------- | ---------------------------------------------- |
|      | Madonnan med barnet och en klase vindruvor Lucas Cranach den äldre               | cirka 1509–1510 | olja på pannå (bok)             | 71,5 x 44,2 | Museo Thyssen-Bornemisza, Madrid               |
|      | Madonna med barnet under granarna Lucas Cranach den äldre                        | 1510            | olja på pannå (lind)            | 70,3 x 56,5 | Ärkestiftsmuseet, Wrocław                      |
|      | Madonnan med barnet mellan helgonen Katarina och Barbara Lucas Cranach den äldre | 1510–1512       | olja på duk överförd från pannå | 96,5 x 80,5 | Statens Museum for Kunst, Köpenhamn            |
|      | Madonnan med barnet och den unge Johannes Döparen Lucas Cranach den äldre        | 1512–1514       | olja på träpannå                | 36,5 x 27,5 | Statens Museum for Kunst, Köpenhamn            |
|      | Den ammande madonnan Lucas Cranach den äldre                                     | cirka 1515      | målning på pannå (lind)         | 81,6 x 54   | Museet för sköna konster, Budapest             |
|      | Anna själv tredje Lucas Cranach den äldre                                        | cirka 1516      | målning på pannå (lind)         | 61 x 40     | Alte Pinakothek, München                       |
|      | Madonnan med barnet Lucas Cranach den äldres ateljé                              | cirka 1518      | olja på träpannå                | 40,6 x 28,1 | Nasjonalmuseet, Oslo                           |
|      | Madonnan med barnet Lucas Cranach den äldre                                      | cirka 1518      | olja på pannå (lind)            | 35 x 24     | Staatliche Kunsthalle Karlsruhe                |
|      | Madonnan med barnet Lucas Cranach den äldre                                      | cirka 1515–1520 | olja på träpannå                | 62,7 x 42   | Mauritshuis                                    |
|      | Madonnan med barnet Lucas Cranach den äldre                                      | 1529            | olja på pannå (lind)            | 84,3 x 58   | Kunstmuseum Basel                              |
|      | Madonnan med barnet under ett äppelträd Lucas Cranach den äldres ateljé          | cirka 1530      | olja på duk                     | 87 x 59     | Eremitaget, Sankt Petersburg                   |
|      | Madonnan med barnet och den unge Johannes Döparen Lucas Cranach den äldre        | efter 1537      | olja på träpannå                | 74 x 54     | Nivaagaards Malerisamling, Fredensborgs kommun |